# なつかしの歌声
『なつかしの歌声』（なつかしのうたごえ）は、1968年4月3日から1973年3月、および同年10月から1974年3月31日まで東京12チャンネル（現・テレビ東京）などで放送されていた東京12チャンネル製作の歌謡番組、並びに1940年に発表された同名の楽曲である。番組プロデューサーは三枝孝榮。構成は永来重明であった。
番組の司会はコロムビア・トップ・ライト（1968年4月～1972年12月、1973年10月～1974年3月）と芥川隆行（1973年1月～3月）が務めていた。テーマ音楽の作曲は片山光俊が、指揮は作曲家の服部良一の甥にあたる水谷良一が担当していた。第1期・第2期ともに夜の30分番組として放送されていたが、放送日時は時期によって異なっていた。

## 概要
番組の源流は、1965年9月17日から1966年1月7日まで放送されていた芥川隆行司会の『歌謡百年』（全17回）とされている。この番組は明治改元から100周年を控え、明治初年から太平洋戦争終結の前後に至るまでの流行歌を集め、往年の歌手たちによる歌声に加えて当時の社会現象をフィルムで紹介するという内容であった。1966年の大晦日には『歌謡百年』と同じく芥川隆行が司会を務め、『歌こそわがふるさと・想い出のメロディー集』というタイトルで2時間にわたって同様の特別番組が放送された。
そして1968年4月、番組編成の都合によりつなぎ番組として全4回の予定で放送開始されたが、同年8月まで17回にわたって放送され、同年10月にレギュラー番組に昇格した。大晦日には神田共立講堂を会場に2時間にわたって『なつかしの歌声大会』を放送し、11%の視聴率を記録した。
テレビ東京では、同番組を『年忘れにっぽんの歌』の第1回として起算し放送回数をカウントしている。
翌1969年の大晦日には『なつかしの歌声・年忘れ大行進』というタイトルで、歌舞伎座から東京12チャンネルの番組としては初のカラー放送による生中継を実施。1970年4月からはレギュラー放送もカラー化された。同年8月には『なつかしの歌声・郷愁の歌まつり』を放送。
テレビ東京では、同番組を『夏祭りにっぽんの歌』の第1回として起算し放送回数をカウントしている。
その後、1973年3月に一旦終了。前田武彦・小橋玲子司会の後継番組『思い出のヒット曲』（1973年4月7日 - 9月29日放送）を挿んで半年後の1973年10月に復活し、1974年3月まで続いた。
番組の特色は、当時の歌をオリジナルの歌手で歌わせようとしていることである。藤山一郎、東海林太郎、淡谷のり子などの有名な歌手は言うに及ばず、NHKや他の民放では見ることのできない、戦前期に活躍した小野巡や服部富子、音丸、四家文子、羽衣歌子などの一般的にあまり知られていない歌手も出演。同時期において多くの番組映像が保存されずに消去されている中、この番組は放送当時値段が1時間あたり10万円以上もした2インチVTRテープに録画され、鮮明な映像で現存している。ただし、番組初期を中心に映像が現存しない回もある(番組開始から1969年6月までの映像は現存していない)。
懐メロブームの先駆けとなり、この番組の成功で各放送局で懐メロ番組が乱立した。NHKの『思い出のメロディー』はこの番組に触発されて放送を始めたと言われている。また、半ば引退同然だった歌手たちが多数復活し、テレビ番組や地方公演の依頼が相次いで出演料も大幅に値上がりしたことはこの番組の功績である。
スタンドマイクやバンドボックス席（楽譜スタンド）には、当時の東京12チャンネルのロゴである「12」のマークが記されていた。
なお、テレビ東京系列で単発特番として年に数回放送されていた『昭和歌謡大全集』（1992年 - 2007年）とその後継番組である『懐かしの昭和メロディ』（2008年 - 2015年）、そして現在BSテレ東にて放送中の『武田鉄矢の昭和は輝いていた』（2016年 - ）や『プレイバック日本歌手協会歌謡祭』（2022年 - ・PROTX単独製作）では、この番組の放送素材が多く使われている。

## 出演歌手(1974年まで)
青木光一
- 『柿の木坂の家』(1973年3月17日)

- 『元気でね、左様なら』(1974年3月31日)

- 『小島通いの郵便船』(1972年8月12日・12月31日)

- 『月のおけさ船』(1972年9月9日)

- 『早く帰ってコ』(1971年12月31日)(1972年9月9日)(1973年12月31日)

- 『緑の地平線』(1973年3月17日)

青木はるみ
- 『野球けん』(1970年12月1日)(1971年5月15日・11月13日)

青葉笙子
- 『裏町人生』(1971年3月9日)(1972年9月30日)

- 『鴛鴦道中』(1971年12月31日)(1972年12月31日)

- 『斎太郎節』(1972年9月30日)

- 『ほんとにほんとにご苦労ね』(1970年12月31日)

青山和子
- 『愛と死をみつめて』(1974年1月20日)

- 『青い山脈』(1974年1月20日)

赤坂小梅
- 『月は宵から』(1971年3月30日)

- 『稗搗節』(1972年3月12日)

- 『ほんとにそうなら』(1969年12月31日)(1970年12月31日)(1972年12月31日)(1973年12月31日)

淡谷のり子
- 『君忘れじのブルース』(1970年12月31日)(1972年12月3日)(1973年10月7日)

- 『鈴蘭物語』(1970年9月15日)

- 『人の気も知らないで』(1972年7月29日)

- 『別れのブルース』(1968年12月31日)(1969年12月31日)(1970年9月15日)(1971年12月31日)(1973年3月31日)

- 『私此頃憂鬱よ』(1969年7月29日)

安西愛子
- 『里の秋』(1970年11月24日)

安西愛子 / 川田正子 / 川田孝子
- 『お山の杉の子』(1970年11月24日)

生田恵子
- 『東京ティティナ』(1972年7月1日)

井口小夜子
- 『春の唄』(1972年9月2日)

池真理子
- 『愛のスウィング』(1970年12月31日)(1971年12月31日)(1973年12月31日)

- 『ボタンとリボン』(1969年12月31日)

石井亀次郎
- 『女の階級』(1969年12月23日)

- 『月月火水木金金』(1969年10月14日)

- 『南京だより』(1969年12月23日)

- 『ラバウル小唄』(1969年10月14日)

石井千恵
- 『船頭可愛いや』(1972年6月17日)

- 『吹けよ木枯らし』(1972年6月17日)(1973年2月3日)(1974年2月3日)

市丸
- 『潮来情話』(1973年3月24日)

- 『三味線ブギウギ』(1969年12月16日・12月31日)(1970年12月31日)(1971年12月31日)(1974年3月24日)

- 『茶切節』(1973年3月24日)

- 『天竜下れば』(1969年12月16日・12月31日)(1970年12月31日)(1971年11月20日・12月31日)(1972年12月31日)(1973年12月31日)

- 『紅葉舟』(1970年9月8日)

伊藤久男
- 『暁に祈る』(1969年12月9日・12月31日)(1970年12月31日)(1971年3月16日)(1973年3月3日・12月9日・12月31日)

- 『あざみの歌』(1971年12月4日)(1974年1月16日)

- 『イヨマンテの夜』(1969年12月31日)(1970年12月31日)(1971年12月31日)(1972年12月10日・12月31日)(1973年10月14日)

- 『歌で暮らせば』(1969年12月30日)

- 『お島千太郎旅唄』(1969年12月30日)(1972年8月5日)

- 『雲のふるさと』(1968年6月8日)

- 『高原の旅愁』(1969年11月18日)(1972年8月5日)

- 『サビタの花』(1969年8月4日)

- 『利根の舟唄』(1971年3月16日)

- 『熱砂の誓い』(1969年9月30日)(1970年3月24日)(1973年1月20日・12月31日)

- 『ひめゆりの塔』(1972年1月30日)

- 『白蘭の歌』(1972年8月5日)(1973年1月20日)

- 『ブラジルの太鼓』(1974年1月6日)

- 『山のけむり』(1973年3月31日)

- 『別れ来て』(1969年4月15日)

伊藤久男・霧島昇・藤山一郎
- 『海の進軍』(1970年12月31日)

宇都美清
- 『ハワイ航空便』(1972年7月1日)

- 『火の鳥』(1972年2月13日)

エト邦枝
- 『カスバの女』(1973年3月10日・12月30日)

榎本美佐江
- 『お俊恋唄』(1971年1月5日)

- 『おぼろ月十三夜』(1971年5月29日)

- 『十三夜』(1970年10月27日・12月31日)(1973年12月23日)

- 『妻恋道中』(1972年9月16日)

- 『弥太郎旅唄』(1971年12月11日)

及川三千代
- 『夕日の波止場』(1974年1月20日)

近江俊郎
- 『愛の灯かげ』(1974年1月13日)

- 『朝だ元気で』(1972年9月2日)

- 『思い出は雲に似て』(1972年9月2日)

- 『君こそ次の荒鷲だ』(1969年7月15日)

- 『さすらいのギター』(1971年8月26日)

- 『東京の花売り娘』(1973年12月16日)

- 『ハバロフスク小唄』(1972年3月5日)

- 『南の薔薇』(1969年12月31日)(1972年3月5日)

- 『山小舎の灯』(1970年12月31日)(1971年12月31日)(1973年12月31日)

- 『湯の町エレジー』(1969年12月31日)(1970年12月31日)(1972年12月31日)

- 『湯の町月夜』(1973年2月24日)

- 『忘れないよ』(1971年8月26日)

近江俊郎/ 奈良光枝
- 『悲しき竹笛』(1971年2月23日)

大津美子
- 『銀座の蝶』(1972年7月1日)

- 『ここに幸あり』(1971年11月5日・12月31日)(1973年12月31日)(1974年1月13日)

- 『東京アンナ』(1973年2月3日)(1974年3月10日)

小笠原美都子
- 『九段のさくら』(1971年9月23日)

- 『十三夜』(1969年10月21日)

岡晴夫
- 『逢いたかったぜ』(1969年6月17日)(1970年3月24日)

- 『あこがれのハワイ航路』(1968年10月15日)(1969年8月26日・9月30日・12月31日)

- 『男一匹の唄』(1968年11月26日)(1970年1月13日)

- 『男のエレジー』(1969年6月17日)

- 『男の涙』(1969年3月18日)

- 『片瀬波』(1969年4月29日)

- 『広東の花売り娘』(1970年1月13日)

- 『国境の春』(1969年10月28日)

- 『上海の花売り娘』(1968年12月31日)(1969年4月29日)(1970年3月31日)

- 『青春のパラダイス』(1969年8月26日・12月16日)

- 『東京の空青い空』(1969年10月28日)

- 『東京の花売り娘』(1969年2月11日・12月16日)

- 『途中下車』(1969年2月11日)

- 『啼くな小鳩よ』(1968年10月15日・12月31日)(1970年2月10日)

- 『港シャンソン』(1968年11月26日)(1969年12月31日)

- 『港に赤い灯がともる』(1969年3月18日)(1970年2月10日)

岡本敦郎
- 『あこがれの郵便馬車』(1971年11月5日)

- 『歩くうた』(1972年9月2日)

- 『高原列車は行く』(1970年12月31日)(1971年11月5日)(1973年3月31日)(1974年2月17日)

- 『白い花の咲く頃』(1971年12月4日・12月31日)(1974年2月17日)

- 『リラの花咲く頃』(1972年9月2日)

音丸
- 『串本そだち』(1970年5月5日)

- 『下田夜曲』(1969年12月31日)

- 『銃執りて』(1970年1月27日)

- 『戦線夜曲』(1970年1月27日)

- 『船頭可愛いや』(1968年12月31日)(1969年12月31日)

- 『博多夜船』(1969年9月30日・12月31日)(1970年12月31日)

- 『花嫁行進曲』(1969年11月18日)

- 『満洲想えば』(1969年12月9日)

- 『満洲吹雪』(1969年12月9日)

小野巡
- 『守備兵ぶし』(1969年8月19日)

- 『祖国の護り』(1969年4月1日)(1972年8月19日)

- 『音信はないか』(1969年8月19日)(1972年8月19日)

- 『涯なき泥濘』(1969年4月1日)

小畑実
- 『アメリカ通いの白い船』(1973年3月10日)

- 『急げ幌馬車』(1972年12月31日)

- 『勘太郎月夜唄』(1969年12月31日)(1970年12月31日)(1971年12月31日)(1972年7月15日・12月31日)

- 『高原の駅よ、さようなら』(1969年12月31日)(1970年9月8日・12月31日)(1971年12月31日)

- 『長崎のザボン売り』(1972年12月10日)

- 『星影の小径』(1970年10月6日)(1971年2月9日)(1973年2月17日)

- 『湯島の白梅』(1971年6月12日)(1972年8月26日)

小畑実 / 榎本美佐江
- 『湯島の白梅』(1974年3月17日)

織井茂子
- 『カルメン純情す』(1972年2月20日)(1973年2月24日)

- 『君の名は』(1973年2月24日・10月14日)(1974年3月10日)

- 『君は遥かな』(1971年5月1日)

- 『黒百合の歌』(1969年12月31日)(1970年12月31日)(1972年12月10日)(1974年3月10日)

神楽坂浮子
- 『十九の春』(1973年1月13日)

- 『明治一代女』(1972年8月26日)

- 『私なんだかヘンテコリン』(1972年8月26日)

神楽坂はん子
- 『芸者ブルース』(1972年1月23日)

- 『ゲイシャ・ワルツ』(1970年12月31日)(1972年10月22日・12月31日)(1973年12月31日)

- 『こんなベッピン見たことない』(1972年4月1日)

- 『博多ワルツ』(1970年12月22日)

- 『見ないで頂戴お月様』(1973年12月2日)

- 『湯の町椿』(1971年1月5日)

川田正子
- 『みかんの花咲く丘』(1970年11月24日)(1972年12月31日)

- 『夢のおそり』(1972年12月31日)

川田孝子
- 『カラスの赤ちゃん』(1970年11月24日)

- 『みかんの花咲く丘』(1973年12月31日)

川田正子 / 川田孝子
- 『かわいい魚屋さん』(1970年11月24日)

神戸一郎
- 『赤い夕日が沈むころ』(1974年2月3日)

- 『銀座九丁目は水の上』(1973年3月10日)

- 『十代の恋よさようなら』(1972年7月22日)(1973年10月21日・12月31日)

菊池章子
- 『愛馬花嫁』(1973年3月3日)

- 『浅草物語』(1971年11月3日)

- 『大空に祈る』(1972年5月13日)(1973年3月3日)

- 『悲しき子守唄』(1972年5月13日)

- 『湖畔の乙女』(1972年11月12日)(1973年12月31日)

- 『岸壁の母』(1974年1月27日)

- 『母紅梅の唄』(1972年11月12日)

- 『春の舞妓』(1972年8月12日)

- 『星の流れに』(1969年12月31日)(1970年12月31日)(1972年8月12日)

霧島昇
- 『愛馬進軍歌』（1973年3月3日）

- 『赤城しぐれ』（1969年7月29日）

- 『一杯のコーヒーから』(1970年9月15日)

- 『乙女舟』(1971年10月16日)

- 『元気で行こうよ』（1969年12月30日）

- 『三百六十五夜』(1969年11月18日)(1973年3月31日)

- 『純情二重奏』（1970年3月24日)(1973年12月31日)

- 『そうだその意気』（1969年12月9日)(1973年12月9日)

- 『旅の夜風』(1969年12月31日) (1971年12月31日)(1973年2月17日)

- 『旅役者の唄』(1973年11月25日)

- 『誰か故郷を想わざる』(1970年12月31日)(1971年12月31日)(1972年7月15日・10月6日・12月31日)

- 『チャイナ・タンゴ』(1970年9月15日)

- 『白虎隊』(1969年7月29日)

- 『目ン無い千鳥』(1974年1月13日)

- 『若鷲の歌』(1968年12月31日)(1969年12月31日)(1970年12月31日)(1973年3月3日・12月9日)

霧島昇 / 菊池章子
- 『旅の夜風』(1972年12月31日)

霧島昇・波平暁男
- 『若鷲の歌』(1971年3月16日)

楠トシエ
- 『あわて床屋』(1973年2月10日)

- 『証城寺の狸囃子』(1973年2月10日)

久保幸江
- 『トンコ節』(1969年12月31日)(1971年12月31日)(1972年12月31日)(1973年12月30日)

- 『ヤットン節』(1970年12月31日)(1973年12月30日)

小唄勝太郎
- 『明日はお立ちか』(1968年12月31日)(1969年12月31日)(1970年9月25日・12月31日)(1972年7月8日)

- 『大島おけさ』(1971年11月20日)

- 『大島情話』(1973年3月24日)

- 『勝太郎くずし』（1969年7月29日）(1971年10月9日)

- 『カナカの娘』(1971年11月20日)

- 『祇園囃子』(1969年4月8日)

- 『心の旅路』(1969年12月16日)

- 『佐渡を想えば』(1973年2月17日)

- 『島の娘』(1968年12月31日)(1969年12月31日)(1970年12月31日)(1971年11月20日)(1972年7月8日・7月15日)(1972年12月31日)(1973年10月28日)

- 『新あんこ節』(1969年12月16日)

- 『東京音頭』(1971年11月20日)

- 『濡らす旅路』(1969年12月16日)

- 『娘ごころ』(1971年11月20日)

- 『娘船頭さん』(1971年11月20日)

小唄勝太郎 / 市丸
- 『三階節』(1973年3月24日)

- 『瑞穂踊り』(1969年12月16日)(1972年12月31日)

小唄勝太郎 / 市丸 / 赤坂小梅
- 『さくら音頭』(1971年12月31日)

小唄勝太郎 / 市丸 / 赤坂小梅 / 音丸 / 神楽坂はん子 / 久保幸江 / 榎本美佐江 / 日本橋きみ栄 / 美ち奴
- 『さくら音頭』(1970年12月31日)

小鳩くるみ
- 『花』(1974年3月3日)

小林幸子
- 『ウソツキ鴎』(1973年11月11日)(1974年2月3日)

コロムビア・トップ
- 『陣中髭くらべ』(1972年4月1日)

酒井弘
- 『あゝ紅の血は燃ゆる』(1969年5月20日)

- 『ラバウル小唄』(1969年5月20日)

五月みどり
- 『おひまなら来てね』(1972年11月19日)

三条町子
- 『かりそめの恋』(1972年9月23日)(1973年11月25日・12月31日)

- 『東京悲歌』(1972年9月23日)

塩まさる
- 『赤城月夜』(1969年7月8日)

- 『母子船頭唄』(1970年2月17日)(1972年8月19日)

- 『九段の母』(1969年12月31日)(1970年12月31日)(1971年12月31日)(1972年12月31日)

- 『軍国子守唄』(1972年8月19日)

島倉千代子
- 『この世の花』(1971年7月22日)

- 『東京だョおっ母さん』(1971年7月22日)

東海林太郎
- 『あゝ草枕幾度ぞ』(1969年2月18日)

- 『赤城の子守唄』(1968年4月24日・10月1日・12月31日)(1969年5月13日・12月31日)(1970年12月31日)(1971年3月9日・7月22日)

- 『綾乃の子守唄』(1969年12月30日)(1972年5月13日)

- 『お駒恋姿』(1971年1月5日)

- 『お夏清十郎』(1968年7月27日)(1969年3月4日)(1971年12月11日)

- 『お柳恋しや』(1969年6月3日)

- 『軍国舞扇』(1968年11月5日)(1969年10月21日)(1970年5月19日)(1971年8月8日)

- 『国境の町』(1968年4月24日・10月1日)(1969年4月8日・5月13日・12月9日)(1970年3月31日)(1971年3月9日・4月24日・10月30日)(1972年3月5日・8月13日)

- 『湖底の故郷』(1968年10月8日)(1969年7月29日)(1971年4月24日・10月30日)(1972年8月5日)

- 『さらば赤城よ』(1969年7月29日)

- 『三味線やくざ』(1968年5月24日)(1970年2月17日)

- 『上海の街角で』(1968年12月17日)(1970年10月6日)(1971年7月22日)(1972年3月5日)

- 『陣中髭くらべ』(1969年1月21日)(1970年1月27日)

- 『すみだ川』(1968年7月27日)(1969年3月25日)(1971年1月5日・4月24日)

- 『戦場初舞台』(1969年1月21日)(1970年1月27日)

- 『黄昏の戦線』(1969年2月18日)

- 『谷間のともしび』(1969年6月24日)

- 『旅笠道中』(1968年7月13日)(1969年3月4日)(1970年3月24日・3月31日・5月19日・10月20日)(1971年6月5日・12月11日)(1972年8月5日)

- 『忠治子守唄』(1969年6月24日)

- 『月形半平太の唄』(1969年12月30日)

- 『築地明石町』(1969年4月8日)(1971年1月5日)

- 『野崎小唄』(1968年5月1日・12月17日・12月31日)(1969年11月18日・12月31日)(1970年8月4日・12月22日・12月31日)(1971年8月8日・12月31日)(1972年8月13日)

- 『博多小女郎波枕』(1970年12月22日)

- 『母に捧ぐる歌』(1972年5月13日)

- 『春の悲歌』(1972年10月15日)

- 『踏絵』(1971年4月24日)

- 『麦と兵隊』(1968年5月1日・11月5日・12月31日)(1969年5月13日・12月31日)(1970年5月19日)(1971年6月26日)

- 『むらさき小唄』(1968年5月24日)(1969年1月21日・9月30日)(1972年8月5日)

- 『名月赤城山』(1968年7月13日・10月8日)(1969年6月3日)(1970年2月17日・10月20日・12月31日)(1971年12月31日)

- 『山は夕焼』(1969年3月25日)

- 『早稲田大学校歌』(1972年10月15日)

東海林太郎 / 小笠原美都子
- 『琵琶湖哀歌』(1969年10月21日)(1970年8月4日)

東海林太郎 / 島倉千代子
- 『すみだ川』(1971年7月22日)

- 『むらさき小唄』(1971年7月22日)

初代コロムビア・ローズ
- 『かりそめの唇』(1970年12月1日)

- 『銀座の柳』(1971年3月23日)

- 『東京のバスガール』(1970年12月31日)(1971年12月31日)

- 『娘十九はまだ純情よ』(1969年12月31日)

初代コロムビア・ローズ / 三浦洸一
- 『東京行進曲』(1971年3月23日)

白鳥みづえ
- 『博多夜船』(1974年2月24日)

白根一男
- 『次男坊鴉』(1972年7月1日)

菅原都々子
- 『江ノ島悲歌』(1972年9月23日)(1974年1月6日・12月31日)

- 『片割れ月』(1972年9月23日)

- 『月がとっても青いから』(1970年12月31日)(1971年12月31日)(1972年10月29日)(1973年12月31日)

- 『連絡線の唄』(1974年1月6日)

杉狂児 / 美ち奴
- 『うちの女房にゃ髭がある』(1970年7月7日)(1972年4月1日)

鈴木三重子
- 『愛ちゃんはお嫁に』(1972年7月22日)(1974年2月10日)

- 『むすめ巡礼』(1973年1月13日)

鈴村一郎
- 『ジープは走る』(1972年2月13日)

曽根史郎
- 『白いジープのパトロール』(1972年7月22日)

- 『花のロマンス航路』(1969年11月18日)(1972年12月31日)

- 『若いお巡りさん』(1971年12月31日)

高田浩吉
- 『伊豆の佐太郎』(1971年5月29日・9月16日)(1972年12月31日)

- 『江戸節めをと姿』(1969年3月4日)(1972年9月16日)

- 『大江戸出世小唄』(1969年12月31日)(1970年5月19日・12月31日)(1973年12月31日)

- 『島の流れ唄』(1970年10月20日)(1973年10月28日)

- 『春琴抄』(1970年5月19日)

- 『白鷺三味線』(1970年12月31日)(1971年5月29日)

- 『流転』(1972年9月16日)

高田浩吉 / 高田美和
- 『鴛鴦道中』(1970年5月19日)

高峰三枝子
- 『想い出のボレロ』(1971年6月12日)

- 『湖畔の宿』(1971年6月12日)

- 『南の花嫁さん』(1970年9月15日)

- 『別れのタンゴ』(1970年9月15日)

竹越ひろ子
- 『東京流れもの』(1973年12月10日)

竹山逸郎
- 『異国の丘』(1969年12月31日)(1970年12月31日)(1971年2月23日)(1972年12月31日)

- 『泪の乾杯』(1972年9月23日)

竹山逸郎 / 平野愛子
- 『月よりの使者』(1971年2月23日)

田端義夫
- 『雨の屋台』(1973年11月11日)

- 『母と兵隊』(1969年2月18日)

- 『梅と兵隊』(1970年12月31日)(1972年5月13日)(1973年12月31日)

- 『大利根月夜』(1970年10月20日・12月31日)(1971年12月31日)(1973年11月11日)

- 『かえり船』(1971年12月31日)(1972年11月19日)(1973年1月27日)

- 『玄海ブルース』(1973年1月27日)

- 『島育ち』(1969年9月30日)

- 『ふるさとの燈台』(1974年2月24日)

- 『夢のゆりかご』(1972年5月13日)

田端義夫 / 白鳥みづえ
- 『親子舟唄』(1972年11月19日)

田谷力三
- 『君恋し』(1971年1月6日)

- 『恋はやさし野辺の花よ』(1971年3月23日・12月31日)(1973年1月6日)

- 『ベアトリ姉ちゃん』(1972年4月1日)

田谷力三 / 羽衣歌子
- 『美しき天然』(1971年1月6日)(1972年12月31日)

鶴田六郎
- 『天下の為さん』(1972年2月13日・9月9日)

- 『港の恋唄』(1972年9月9日)

ディック・ミネ
- 『雨の酒場で』(1972年2月13日)

- 『或る雨の午后』(1969年9月30日)(1970年7月7日)(1971年7月29日)

- 『上海ブルース』(1971年7月29日・12月31日)(1972年12月31日)

- 『人生の並木路』(1969年12月31日)(1970年10月13日・12月31日)(1971年10月9日)(1973年2月17日)

- 『ダイナ』(1970年1月27日)

- 『旅姿三人男』(1971年10月9日)(1972年10月29日)

- 『長崎エレジー』(1972年2月13日)

- 『夜霧のブルース』(1972年7月29日)(1973年2月17日・10月7日・12月31日)

- 『林檎の樹の下で』(1970年1月27日)

ディック・ミネ / 美ち奴
- 『二人は若い』（1972年12月31日）

ディック・ミネ / 美ち奴 / 杉狂児
- 『二人は若い』（1970年7月7日）

照菊
- 『五木の子守唄』(1972年3月12日)

- 『お伝地獄の唄』(1972年3月12日)

- 『稗搗節』(1973年12月23日)

- 『明治一代女』(1973年12月23日)

- 『与三さん』(1972年12月31日)(1973年10月28日)

東京混声合唱団
- 『愛国行進曲』(1970年12月31日)

- 『露営の歌』(1973年12月9日)

並木路子
- 『バナナ娘』(1972年2月13日)(1972年7月22日)

- 『森の水車』(1972年11月12日)(1973年10月21日)

- 『リンゴの唄』(1969年12月31日)(1970年12月31日)(1971年12月31日)(1972年11月12日・12月31日)(1973年10月14日・12月31日)

並木路子 / 霧島昇
- 『リンゴの唄』(1970年11月17日)

波平暁男
- 『月夜船』(1971年3月18日)

奈良光枝
- 『愛の灯かげ』(1972年8月12日)

- 『青い山脈』(1969年12月31日)(1970年12月31日)(1971年12月31日)(1972年2月23日)(1973年2月24日)

- 『雨の夜汽車』(1972年8月12日)

- 『白樺の宿』(1974年1月27日)

- 『新愛染かつら』(1973年2月24日)

- 『バラ色の雲にのせて』(1974年1月27日)

二宮ゆき子
- 『三味でダンスを』(1972年6月17日)

日本橋きみ栄
- 『浮名くづし』(1972年9月30日)(1972年12月31日)

- 『折鶴道中』(1971年12月11日)

- 『蛇の目のかげで』(1970年2月17日・12月31日)(1971年12月31日)

- 『炭坑節』(1972年9月30日)

灰田勝彦
- 『アルプスの牧場』(1972年7月15日)(1973年10月21日)

- 『加藤隼戦闘隊』(1969年12月31日)(1973年12月9日・12月31日)

- 『燦めく星座』(1969年12月31日)(1971年10月9日・12月31日)(1972年12月31日)(1974年3月31日)

- 『新雪』(1970年9月8日・12月31日)(1973年2月24日)

- 『鈴懸の径』(1969年11月18日)(1971年10月9日)

- 『東京の屋根の下』(1970年9月8日)(1972年12月10日)

- 『日の丸行進曲』(1969年12月9日)

- 『ブルー・ムーン』(1972年12月31日)

- 『野球小僧』(1973年2月24日・10月14日・10月21日)

- 『ラバウル海軍航空隊』(1970年12月31日)(1973年12月9日)

- 『僚機よさらば』(1969年7月15日)

羽衣歌子
- 『女給の唄』(1971年3月23日)(1973年12月30日)

服部富子
- 『小雨の丘』(1972年8月19日)

- 『満洲娘』(1968年12月31日)(1969年12月31日)(1970年12月31日)(1971年12月31日)(1972年8月19日)

花村菊江
- 『潮来花嫁さん』(1972年8月26日・11月19日)(1974年2月10日)

- 『花の奴さん』(1972年11月19日)

林伊佐緒
- 『愛染草』(1971年2月9日)

- 『荒鷲の歌』(1969年12月9日)

- 『男一匹の唄』(1973年1月20日)

- 『恋の幌馬車』(1974年1月27日)

- 『高原の宿』(1971年12月31日)(1972年7月29日)(1973年3月31日)

- 『上海航路』(1973年1月20日)(1973年10月7日)

- 『出征兵士を送る歌』(1969年12月31日)(1970年12月31日)(1973年12月31日)

- 『ダンスパーティーの夜』(1969年12月31日)(1970年10月6日・12月31日)

- 『チンライ節』(1972年7月29日)

- 『長崎の女』(1972年12月24日)

- 『真室川ブギ』(1969年11月18日)

- 『麗人草の歌』(1970年3月24日)(1971年2月9日)

平野愛子
- 『君待てども』(1970年12月31日)(1974年1月6日)

- 『白い船のゐる港』(1973年1月27日)

- 『港が見える丘』(1969年12月31日)(1971年2月23日・12月31日)(1972年7月22日)(1973年1月27日)

藤島桓夫
- 『お月さん今晩は』(1970年12月31日)(1972年9月9日)

- 『かえりの港』(1972年9月9日)

- 『月の法善寺横町』(1971年12月31日)(1972年10月29日)(1973年12月23日)(1974年3月24日)

伏見信子
- 『初恋日記』(1971年12月4日)

伏見信子 / 岡本敦郎
- 『花言葉の唄』(1971年12月4日)

藤本二三代
- 『祇園小唄』(1973年12月23日)

- 『好きな人』(1971年9月16日)(1973年12月31日)

- 『浪花小唄』(1973年12月23日)

- 『並木の雨』(1973年3月17日)

- 『夢見る乙女』(1972年6月17日)(1973年3月17日)

藤山一郎
- 『青い背広で』(1971年10月9日)

- 『丘を越えて』(1972年7月15日)(1973年3月31日)

- 『男の純情』(1970年7月7日)

- 『キャンプ小唄』(1972年10月15日)

- 『銀座セレナーデ』(1969年12月16日)

- 『崑崙越えて』(1970年1月13日)

- 『酒は涙か溜息か』(1969年12月31日)(1971年12月31日)(1972年10月29日)

- 『上海夜曲』(1969年10月21日)

- 『空の勇士』(1973年3月3日)

- 『東京娘』(1969年12月16日)

- 『東京ラプソディー』(1970年7月7日・12月31日)(1971年12月31日)(1972年7月8日)(1973年10月7日・11月18日・12月31日)

- 『長崎の鐘』(1969年12月31日)(1970年11月17日)

- 『なつかしの海南島』(1970年1月13日)

- 『懐かしのボレロ』(1971年10月19日)(1973年11月18日)

- 『花の素顔』(1971年1月12日)

- 『春よいづこ』(1969年10月21日)

- 『三日月娘』(1972年9月2日)

- 『燃える御神火』(1971年11月20日)

- 『燃ゆる大空』(1970年12月31日)(1973年3月3日・12月9日)

- 『山のかなたに』(1974年3月31日)

- 『夢淡き東京』(1970年11月17日)(1974年3月31日)

- 『夜明けの唄』(1972年9月2日)

- 『若き血』(1972年10月15日)

藤山一郎 / 岡本敦郎 / 近江俊郎 / 井口小夜子
- 『椰子の実』(1972年9月2日)

藤山一郎 / 伊藤久男 / 霧島昇 / 灰田勝彦 / 林伊佐緒 / 田端義夫 / 塩まさる / コロムビア・トップ・ライト
- 『同期の桜』(1970年12月31日)

藤原亮子
- 『月よりの使者』(1969年12月31日)(1970年12月31日)(1971年12月31日)(1972年11月12日)

- 『湯島の白梅』(1972年11月12日)

二葉あき子
- 『丘の細道』(1971年6月12日)

- 『恋のアマリリス』(1972年1月12日)

- 『恋の曼珠沙華』(1971年1月12日)

- 『さよならルンバ』(1970年10月6日)

- 『巴里の夜』(1970年9月15日)

- 『フランチェスカの鐘』(1970年12月31日)(1971年10月30日)(1974年1月27日)

- 『古き花園』(1969年12月31日)

- 『水色のワルツ』(1970年9月15日)

- 『めんこい仔馬』(1972年12月31日)

- 『夜のプラットフォーム』(1968年12月31日)(1970年12月31日)(1971年12月31日)(1972年12月31日)(1973年3月31日)

- 『別れても』(1970年11月17日)

ボニー・ジャックス
- 『憧れのハワイ航路』(1974年2月10日)

- 『走れ大地を』(1972年10月15日)

- 『琵琶湖周航の歌』(1972年10月15日)

松島詩子
- 『ガーデンブリッジの月』(1973年1月20日)

- 『広東の踊り子』(1970年1月13日)

- 『喫茶店の片隅で』(1971年10月30日)

- 『上海の踊り子』(1970年1月13日)(1973年1月20日)

- 『上海の花売娘』(1972年7月15日)(1972年11月12日)

- 『花の溜息』(1971年10月30日)

- 『マロニエの木蔭』(1969年12月31日)(1970年12月31日)(1971年12月31日)(1972年7月8日)(1973年11月25日)

- 『私のアルベール』(1971年2月9日)

松山恵子
- 『アンコ悲しや』(1972年9月9日)

- 『お別れ公衆電話』(1973年3月17日)

- 『泣いたって駄目さ』(1973年1月27日)(1974年2月24日)

- 『長崎物語』(1973年3月17日)

- 『泣き虫波止場』(1973年1月27日)

- 『未練の波止場』(1972年9月9日・12月31日)

豆千代
- 『浮名三味線(お初の唄)』(1971年12月31日)(1972年12月31日)

- 『曠野を行く』(1970年2月17日)(1973年1月20日)

- 『夕日は落ちて』(1970年2月17日)

豆千代 / 岡本敦郎
- 『夕日は落ちて』(1971年12月4日)

三浦洸一
- 『落葉しぐれ』(1970年12月31日)(1973年12月30日)(1974年3月10日)

- 『踊子』(1972年7月22日・10月19日・12月31日)

- 『釧路の駅でさようなら』(1974年1月6日)

- 『東京の人』(1971年12月31日)(1974年1月6日)

- 『弁天小僧』(1973年12月30日)

三浦布美子
- 『明治一代女』(1971年5月29日)

三沢あけみ
- 『島のブルース』(1974年1月20日)

美ち奴
- 『あゝそれなのに』(1969年12月31日)(1970年12月31日)(1972年4月1日・9月30日•12月24日・12月31日)（1973年12月31日）

- 『軍国の母』  （1970年7月7日)(1978年7月8日）

- 『霧の四馬路』（1972年3月5日•12月10日）

- 『酋長の娘』  （1972年3月5日•4月1日）

- 『ソーラン節』(1972年9月30日)

- 『吉良の仁吉』(1978年7月8日)

美ち奴 / 杉狂児
- 『うちの女房にゃ髭がある』（1970年7月7日)(1972年4月1日）

宮田東峰・ミヤタ・ハーモニカバンド
- 『急げ幌馬車』(1971年3月16日)

守屋浩
- 『僕は泣いちっち』(1972年7月1日)(1974年1月20日)

- 『ボンボヤージ』(1974年1月20日)

山田真二
- 『哀愁の街に霧が降る』(1974年2月3日)

四家文子
- 『踊り子の歌』(1971年9月16日)

若原一郎
- 『歌で別れる港町』(1973年1月27日)

- 『おーい中村君』(1970年12月31日)(1971年12月31日)(1974年3月10日)

- 『丘にのぼりて』(1972年11月5日)

- 『城ヶ島の舟唄』(1974年2月10日)

- 『ハンドル人生』(1972年7月22日)

- 『吹けば飛ぶよな』(1973年3月17日)

- 『港のおりくさん』(1971年11月5日)

若山彰
- 『惜春鳥』(1974年1月13日)

- 『喜びも悲しみも幾歳月』(1970年12月31日)(1971年12月31日)(1974年1月13日)

渡辺はま子
- 『愛国の花』(1970年12月31日)

- 『明日の運命』(1970年1月13日)

- 『雨のオランダ坂』(1970年11月17日)(1971年10月30日)(1972年7月29日)(1973年10月21日)

- 『いとしあの星』(1969年9月30日・12月31日)

- 『広東ブルース』(1969年10月21日)

- 『桑港のチャイナ街』(1971年10月30日・12月31日)(1972年10月22日)

- 『支那の夜』(1968年12月31日)(1969年12月31日)(1971年12月31日)

- 『島原の姉しゃま』(1970年5月5日)

- 『中国地方の子守唄』(1972年5月13日)

- 『母の歌』(1972年5月13日)

- 『ブンガワン・ソロ』(1972年7月29日)

- 『何日君再来』(1970年1月13日)

- 『蘇州夜曲』(1968年12月31日)(1970年10月6日・12月31日)(1972年12月31日)(1973年12月31日)

渡辺マリ
- 『東京ドドンパ娘』(1974年2月3日)

## 「なつかしの歌声」のサブタイトル
なつかしの歌声 1968年12月31日「なつかしの歌声大会（第1回・年忘れ大行進）」
なつかしの歌声 1969年9月30日  「アンコールアワー」
なつかしの歌声 1969年10月21日「流行歌うらおもて」
なつかしの歌声 1969年10月28日 「流行歌ヒット・エンド・ラン」
なつかしの歌声 1969年11月18日「歌くらべ虹の花道」
なつかしの歌声 1969年12月9日  「あゝ戦雲幾星霜」
なつかしの歌声 1969年12月16日「はやり歌アラカルト」
なつかしの歌声 1969年12月30日「銀幕に流れる歌」
なつかしの歌声 1969年12月31日「第2回・年忘れ大行進」
なつかしの歌声 1970年1月13日  「思い出の大陸メロディー」
なつかしの歌声 1970年2月10日  「それでも歌は生まれる」
なつかしの歌声 1970年3月31日  「私のヒットパレード・2」
なつかしの歌声 1970年7月21日  「青春賛歌」
なつかしの歌声 1970年9月15日  「藤浦洸作品集」
なつかしの歌声 1970年10月6日  「なつメロ同窓会・1」
なつかしの歌声 1970年10月20日「歌う三度笠」
なつかしの歌声 1970年12月31日「第3回・年忘れ大行進」
なつかしの歌声 1971年1月15日  「寿・新春の宴」
なつかしの歌声 1971年1月19日  「歌の廻り灯籠」
なつかしの歌声 1971年2月19日  「故旧忘れ得べき・キング同窓会」
なつかしの歌声 1971年2月23日  「国破れて…」
なつかしの歌声 1971年3月23日  「銀座の灯・浅草の灯」
なつかしの歌声 1971年10月9日  「歌は世の流れ」
なつかしの歌声 1971年10月30日「心に歌あるかぎり」
なつかしの歌声 1971年11月23日「おめでとう勝太郎さん・紫綬褒章受賞記念特別番組」
なつかしの歌声 1971年12月4日  「あゝ初恋」
なつかしの歌声 1971年12月31日「第4回・年忘れ大行進」
なつかしの歌声 1972年2月13日  「流行歌よこんにちは」
なつかしの歌声 1972年2月6日    「流れの人生」
なつかしの歌声 1972年4月1日    「お笑いはやり歌」
なつかしの歌声 1972年4月3日    「この道六十年・戦前編」
なつかしの歌声 1972年5月27日  「流れの旅路」
なつかしの歌声 1972年7月29日  「ベテラン大いに歌う」
なつかしの歌声 1972年8月19日  「夢まぼろしの日々」
なつかしの歌声 1972年9月9日    「里の恋・港の恋」
なつかしの歌声 1972年7月15日  「歌声は南の島に・後編」
なつかしの歌声 1972年10月15日「東海林太郎・最期の絶唱」※収録は同年9月22日。
なつかしの歌声 1972年11月5日  「秋の感傷旅行」
なつかしの歌声 1972年11月12日「忍ぶれど…」
なつかしの歌声 1972年12月3日  「紫綬褒章に輝く人」
なつかしの歌声 1972年12月31日「第5回・年忘れ大行進」
なつかしの歌声 1973年1月6日    「浅草の灯は消えず」
なつかしの歌声 1973年1月27日　「七色の海」
なつかしの歌声 1973年2月17日  「珠玉の調べ」
なつかしの歌声 1973年2月24日  「青春の花束」
なつかしの歌声 1973年3月3日    「今は遠き呼び声」
なつかしの歌声 1973年3月31日  「最終回」※番組が一旦終了。同年10月に再開。
なつかしの歌声 1973年5月19日  「宴会ソング大特集」
なつかしの歌声 1973年10月14日「越前福井に歌う・1」
なつかしの歌声 1973年10月28日「三度笠の子守唄」
なつかしの歌声 1973年12月30日「鼻唄ソング特集」
なつかしの歌声 1973年12月31日「第6回・年忘れ大行進」
なつかしの歌声 1974年1月6日    「男と女の恋の唄」
なつかしの歌声 1974年1月13日  「甦る愛の歌」
なつかしの歌声 1974年2月10日  「ロマンスの花束」
なつかしの歌声 1974年3月17日  「花の日本調」
なつかしの歌声 1974年3月24日  「義理と人情と恋心」
なつかしの歌声 1974年12月31日「第7回・年忘れ大行進」

## 現存している放送回（1970年代初めまで）
- なつかしの歌声 1969年9月30日  「アンコールアワー」（白黒）
- なつかしの歌声 1969年10月21日
- なつかしの歌声 1969年12月16日「はやり歌アラカルト」（白黒）
- なつかしの歌声 1969年12月30日「銀幕に流れる歌」
- なつかしの歌声 1969年12月31日「第2回・年忘れ大行進」
- なつかしの歌声 1970年1月13日
- なつかしの歌声 1970年1月27日 （白黒）
- なつかしの歌声 1970年2月9日
- なつかしの歌声 1970年5月19日
- なつかしの歌声 1970年9月8日
- なつかしの歌声 1970年10月6日  「なつメロ同窓会・1」
- なつかしの歌声 1970年10月13日
- なつかしの歌声 1970年11月17日
- なつかしの歌声 1970年12月31日「第3回・年忘れ大行進」
- なつかしの歌声 1971年2月23日
- なつかしの歌声 1971年3月9日
- なつかしの歌声 1971年4月24日
- なつかしの歌声 1971年6月12日
- なつかしの歌声 1971年7月22日
- なつかしの歌声 1971年10月30日
- なつかしの歌声 1971年12月4日
- なつかしの歌声 1971年12月31日
- なつかしの歌声 1973年1月27日 「七色の海」

## 歌謡曲
番組放送開始28年前の1940年3月、コロムビアレコード（日本コロムビア）から同名のシングルレコード「なつかしの歌声」が発売された。カップリング曲は「春よいずこ」で、レコード発売直前の同年2月21日には東宝から映画『春よいづこ』が公開された。
「なつかしの歌声」
作詞：西條八十 / 作曲：古賀政男 / 歌：藤山一郎、二葉あき子
「春よいずこ」
作詞：西條八十 / 作曲：古賀政男 / 歌：藤山一郎、二葉あき子

## ネット局
- 東京12チャンネル（製作局、現・テレビ東京）
- 北海道放送（第1期を放送）：土曜 12:00 - 12:30（1969年4月5日 - 1973年3月31日）[8]
  - 北海道テレビ（第2期を放送）：日曜 0:19 - 0:49（土曜深夜、1973年10月14日 - 1974年1月6日[注 3]） → 金曜 22:30 - 23:00（1974年1月11日 - 3月29日）[9]
- 青森放送
- 岩手放送（現・IBC岩手放送）
- 山形放送
- 東北放送
- 長野放送（1969年4月開局時から放送、土曜 18:00 - 18:30）[10]
- 山梨放送
- テレビ静岡
- 名古屋テレビ
- 毎日放送
- 山陽放送（現・RSK山陽放送）
- 中国放送
- 山口放送
- 四国放送
- 西日本放送
- RKB毎日放送
- 熊本放送
- テレビ宮崎
- 南日本放送
- 琉球放送
- ほか